# 赵化镇
赵化镇，是中华人民共和国四川省自贡市富顺县下辖的一个乡镇级行政单位。2019年9月撤销万寿镇，将原万寿镇鸿远村、桂林村、踏水村、老坡村、杨寺村、莲花村、万寿场社区所属行政区域划归赵化镇管辖，赵化镇人民政府驻普安路69号。

## 行政区划
赵化镇下辖以下地区：
赵化社区、普安村、顺山村、了果村、古木村、方碑村、苏坝村、铁龙村、鳌山村、斗志村、鸭池村和屏峰村。